# Speichrow
Speichrow (niedersorbisch Spěcharjow) ist ein Ortsteil der Gemeinde Schwielochsee im Landkreis Dahme-Spreewald (Brandenburg). Speichrow war bis zum Zusammenschluss mit fünf anderen Gemeinden zur neuen Gemeinde Schwielochsee im Jahr 2003 eine selbständige Gemeinde. Es gehörte in der frühen Neuzeit zusammen mit Niewisch und Pieskow zu den drei sog. „Wasserdörfern“ (oder auch „Zickosche Güter“ genannt).

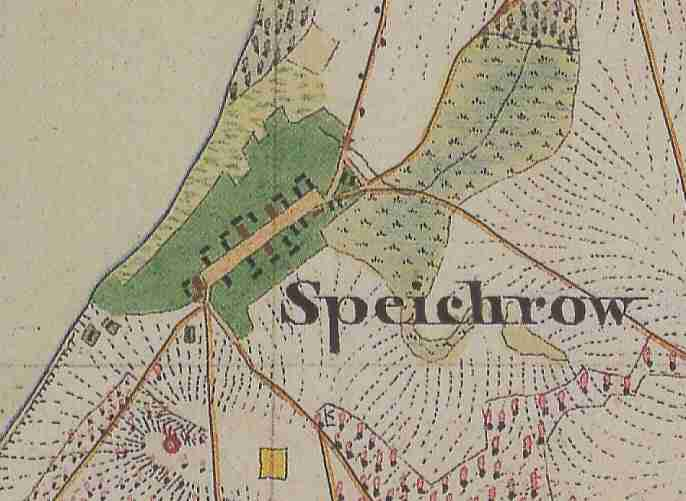
Speichrow auf dem Urmesstischblatt 3951 Trebatsch von 1846

## Geographische Lage
Speichrow liegt etwa 8,5 km südwestlich von Friedland, knapp 6 km westlich von Lieberose und rund 25 km nordöstlich von Lübben. Die Gemarkung umfasst den 1106 ha großen Schwielochsee. Sie grenzt im Norden an Leißnitz, im Osten an Niewisch und Pieskow (alle drei genannten Orte sind Ortsteile der Stadt Friedland), im Osten und Südosten an Doberburg (Ortsteil der Stadt Lieberose), im Süden an Jessern, Südwesten an Goyatz und im Westen an Ressen-Zaue (Ortsteil der Gemeinde Schwielochsee) und Trebatsch (Gemeinde Tauche). Der Ort ist über die L 441, die bei der Wuggelmühle von der B 168 abzweigt, in Richtung Möllen, Niewisch, Pieskow und Speichrow und weiter an Jessern vorbei nach Goyatz führt und dort an der B 320 endet.
Der Ort liegt direkt am Ostufer der Schwielochsees. Im südlichen Teil der Gemarkung bildet das Lieberoser Mühlenfließ (oder Dobberbuser Mühlenfließ) über eine größere Erstreckung die Westgrenze der Gemarkung. Einige Gräben in der Niederung des Fließes ziehen zum Fließ hin. Im Ortsbereich zieht ein Graben zum Schwielochsee. Die höchste Erhebung der Gemarkung erreicht 71,6 m über dem Meeresspiegel, tiefster Punkt ist der Seespiegel des Schwielochsees mit 40,8 m. Markante Erhebungen im südlichen Teil der Gemarkung sind der Speichrower Berg mit 65,2 m und der Luttchenberg mit 53,2 m.

## Geschichte
Speichrow wurde 1406 erstmals als Spicherow urkundlich erwähnt. Ernst Eichler leitet den Namen von einer deutschen Grundform Speicher, Spicher ab, aus der durch Angleichung an benachbarte Orte (z. B. Pieskow, Waldow und Sacrow) wurde. Nach Rudolf Lehmann soll es ursprünglich ein Sackgassendorf gewesen sein.
Das Dorf war wahrscheinlich schon vor 1388 im Besitz des Klosters Neuzelle. Nach dem Urkundenbuch des Klosters Neuzelle bestätigte König Wenzel am 29. April 1406 dem Kloster die von Jobst von Mähren verbriefte Übergabe der Stadt Fürstenberg an der Oder mit den Dörfern Krebsjauche (heute Wiesenau), Ziltendorf, Diehlo und Speichrow. In einer Hebeliste des Klosters Neuzelle aus den Jahren 1416/26 wird Speichrow als Besitz des Klosters genannt. Das Dorf hatte damals 30 Hufen, davon hatte der Schulze zwei Freihufen und ein Lehenmann ebenfalls zwei; blieben noch 26 zinspflichtige.
1429 wurde das Kloster Neuzelle durch die Hussiten zerstört. Abt Nicolaus II. von Bomsdorf (1432–1469) baute das Kloster wieder auf. Er musste dazu aber einige Klosterdörfer verkaufen, meist auf Wiederkauf oder pfandweise. Darunter befanden sich wahrscheinlich auch Speichrow und Pieskow. Zu Ende des 15. Jahrhunderts waren beide Dörfer im Besitz des Kunz von Löben, der seinen Sitz in Trebitz hatte. 1495 kaufte das Kloster die drei Dörfer von der Witwe des Kunz von Löben, Elisabeth von Birckholtz für 1.800 rheinische Gulden zurück. Dies wurde von Nickel von Czetwitcz (Zedtwitz) als ihrem Vormund sowie den Brüdern Caspar und Heinrich Birckholtz bezeugt. Die Witwe erhielt außerdem ein Leibgeding von 900 Gulden. Trebitz ging nun einen anderen besitzgeschichtlichen Weg und war spätestens bis 1545 in den Besitz des Christoph von Zabeltitz gekommen. Das Dorf Niewisch dagegen war damals an die von Zabeltitz verliehen. Es muss aber bald darauf an das Kloster Neuzelle gekommen sein bzw. wieder eingelöst worden sein. Vielleicht wurden die beiden Orte auch getauscht.
Schließlich kaufte Siegmund von Zieckau die drei Dörfer Niewisch, Pieskow und Speichrow im Jahre 1577. Siegmund von Zieckau hatte seinen Rittersitz in Neudöbern, das er 1578 verkaufte. Er baute sich einen neuen Rittersitz in Niewisch auf. Siegmund d. J. war einer der vier Söhne des Siegmund (d. Ä.) von Zieckau (gest. 1542) auf Neudöbern. Hans hatte seinen Anteil an Neudöbern an seinen Bruder Siegmund verkaufen müssen. Von ihm hören wir später nichts mehr. Balthasar war früh verstorben. Der vierte der Brüder Christoph von Zieckau, Bürger in Calau, erwarb 1579 das Dorf Schmogro (heute Großräschen Ost, Landkreis Oberspreewald-Lausitz). Nach dem Geschlecht der von Zieckau wurden die drei Dörfer auch die Zickoschen Güter genannt, oder nach ihrer Lage am Schwielochsee hießen die drei Dörfer auch die „Wasserdörfer“. Nach der Lage am Schwielochsee wurde gelegentlich auch Möllen zu den „Wasserdörfern“ gezählt, das jedoch eine völlig andere Besitzgeschichte hatte.
1597 kaufte Richard III. von der Schulenburg auf Lieberose die drei Dörfer um 11.200 Taler von Siegmund von Zieckau. Sie blieben bis zum Ende der Feudalzeit mit der Standesherrschaft Lieberose verbunden. Sie waren aber nicht Bestandteil dieser Herrschaft, die ein Lehen der in Böhmen ansässigen Familie von Sternberg war. Sie gehörten aber neben der eigentlichen Herrschaft zum Majorat, das Heinrich Joachim von der Schulenburg 1665 gestiftet hatte. 1672 hatten die drei Dörfer zusammen immerhin eine Schatzung von 3000 Talern.
Formal dürften die Dörfer noch bis nach 1900 zur kleinen Herrschaft der von der Schulenburgs gehört haben. Allerdings war diese Zugehörigkeit bedeutungslos geworden, da die Grundherrschaft keinen Grundbesitz in den drei Dörfer (mehr) hatte. Die standesherrliche Gerichtsbarkeit war bereits 1849 endgültig an das Kreisgericht Lübben übergegangen.
1570 erwarb der Pfarrer George Praetorius aus Lübben den damals wüst stehenden Dorfkrug, nachdem er sich zuvor mit dem Ortsherrn von Niewisch wegen Glaubensfragen überworfen und seine Pfarrstelle verloren hatte. 1597 übernahm Richard (III.) v. d. Schulenburg, der Besitzer der Herrschaft Lieberose, die Zieckoschen Güter Niewisch, Pieskow und Speichrow, und George Praetorius konnte seine Pfarrstelle wieder antreten. Sein Sohn Hans George Praetorius übernahm den Dorfkrug mit dem das Braurecht verbunden war. Das Brauereigut, zu dem auch Grundbesitz und Fischereirechte zählten, blieb im Eigentum der Familie Praetorius, die ihren Namen durch Einheiratungen zunächst in Richter und dann in Schulz änderte. Im 19. Jahrhundert wurde die Brauerei stark ausgebaut und das dort gebraute Bier über die Spree bis nach Cottbus verkauft. 1907 verkaufte der letzte Eigentümer Emil Oskar Schulz die Brauerei an Paul Schulze, der die Brauerei 1927 an die Schultheiss-Patzenhofer Brauerei AG verkaufte, die noch im selben Jahr die Gebäude abriss und den Betrieb stilllegte.
1708 lebten sieben Bauern, zehn Kossäten und ein Büdner in Speichrow. 1718 werden dagegen nur sechs Bauern, sechs Kossäten und ein Häusler genannt. Die Feldmark war in 30 Hufen eingeteilt. Speichrow hatte eine vergleichsweise hohe Schatzung von 1.000 Gulden. 1723 berichten Urkunden von 18 (männlichen) Untertanen. 1809 lebten in Speichrow, ein Ganzbauer (Vollbauer), 15 Ganzkossäten und drei Häusler oder Büdner. Während des Siebenjährigen Krieges war ein Viehsterben. 1818 wohnten an 23 Feuerstellen 152 Personen. 1823 wird die Einwohnerschaft in 16 Halbbauern, einen Kossäten und einen Gärtner eingeteilt. 1827 gab es im Dorf eine „große Feuersbrunst“. 1840 wurden 22 Häuser in Speichrow gezählt, in denen 167 Menschen lebten. 1854 hatte der Ort bereits eine Landschule. 1857 wird der Braukrug in Speichrow im Amtsblatt als "Brauereigut" erwähnt. 1870 wird der Brauereigutsbesitzer Schulze im Amtsblatt genannt. Riehl berichtet für 1861, dass „seit mehreren … ein großer Theil der Wiesen unter Wasser (liegt)“. Anscheinend war der Seespiegel des Schwielochsee dauerhaft angestiegen. Für 1864 gibt das Topographisch-statistisches Handbuch des Regierungs-Bezirks Frankfurt a. O. 23 Wohnhäuser an, 1867 zählte der Ort 24 Wohngebäude und 200 Einwohner.
| Bevölkerungsentwicklung von 1818 bis 2002 | Bevölkerungsentwicklung von 1818 bis 2002 | Bevölkerungsentwicklung von 1818 bis 2002 | Bevölkerungsentwicklung von 1818 bis 2002 | Bevölkerungsentwicklung von 1818 bis 2002 | Bevölkerungsentwicklung von 1818 bis 2002 | Bevölkerungsentwicklung von 1818 bis 2002 | Bevölkerungsentwicklung von 1818 bis 2002 | Bevölkerungsentwicklung von 1818 bis 2002 | Bevölkerungsentwicklung von 1818 bis 2002 | Bevölkerungsentwicklung von 1818 bis 2002 | Bevölkerungsentwicklung von 1818 bis 2002 | Bevölkerungsentwicklung von 1818 bis 2002 | Bevölkerungsentwicklung von 1818 bis 2002 | Bevölkerungsentwicklung von 1818 bis 2002 |
| ----------------------------------------- | ----------------------------------------- | ----------------------------------------- | ----------------------------------------- | ----------------------------------------- | ----------------------------------------- | ----------------------------------------- | ----------------------------------------- | ----------------------------------------- | ----------------------------------------- | ----------------------------------------- | ----------------------------------------- | ----------------------------------------- | ----------------------------------------- | ----------------------------------------- |
| Jahr                                      | 1818                                      | 1846                                      | 1871                                      | 1890                                      | 1910                                      | 1925                                      | 1939                                      | 1946                                      | 1950                                      | 1964                                      | 1971                                      | 1981                                      | 1991                                      | 2002                                      |
| Einwohner                                 | 153                                       | 170                                       | 210                                       | 197                                       | 174                                       | 145                                       | 137                                       | 200                                       | 164                                       | 131                                       | 128                                       | 108                                       | 115                                       | 135                                       |

### Politische Geschichte
Die drei „Wasserdörfer“ gehörten bis 1816 als Exklave zum Gubenschen Kreis, kamen dann in der Kreisreform von 1816/17 erst zum Kreis Lübben. Sie kamen bei der Kreisreform von 1952 in der damaligen DDR zum Kreis Beeskow. Nach der Wende wurde der Kreis Beeskow noch in Landkreis Beeskow umbenannt. Im Zuge der Ämterbildung im Land Brandenburg schloss sich Speichrow 1992 mit 13 anderen Gemeinden und der Stadt Lieberose zum Amt Lieberose zusammen. In der Kreisreform im Land Brandenburg 1993 wurden die Kreise Beeskow, Fürstenwalde, die kreisfreie Stadt Eisenhüttenstadt und der Landkreis Eisenhüttenstadt zum Landkreis Oder-Spree zusammengeschlossen. Der Südteil des Kreises Beeskow wurde dagegen abgetrennt und zum Landkreis Dahme-Spreewald geschlagen, darunter auch Speichrow. In der Gemeindereform in Brandenburg verlor Speichrow seine Selbstständigkeit, als es per Gesetz zum 26. Oktober 2003 mit den Gemeinden Goyatz, Lamsfeld-Groß Liebitz, Jessern, Mochow und Ressen-Zaue des Amtes Lieberose zur neuen Gemeinde Schwielochsee vereinigt wurde. Das Amt Lieberose wurde ebenfalls zum 26. Oktober 2003 aufgelöst und mit dem Amt Oberspreewald zum neuen Amt Lieberose/Oberspreewald fusioniert. Seit 2003 ist Speichrow ein Ortsteil der Gemeinde Schwielochsee, die vom Amt Lieberose/Oberspreewald verwaltet wird.
Der Ortsbeirat besteht aus drei Mitgliedern. Derzeit (Ende 2014) ist Herr Klaus-Rainer Donner Ortsvorsteher.

## Kirchliche Zugehörigkeit
Speichrow gehörte im späten Mittelalter und frühen Neuzeit zum Kirchensprengel Niewisch zu dem außer Speichrow auch Karras, Möllen, Pieskow und Schadow gehörten.

## Tourismus und Freizeit
Speichrow entwickelt sich zunehmend zu einem Touristen- und Ferienort, auch und besonders für Wochenendurlauber. Westlich an den Ortskern anschließend bis zum Ufer des Schwielochsees stehen viele Wochenendhäuser. Der Schwielochsee bietet die Möglichkeit zum Angeln, Rudern, Surfen und Wasserski, das Gewässer ist für Segel- und Motorboote zugelassen. Östlich der Einmündung des Lieberoser Mühlenfließes liegt das Strandbad von Speichrow. Dort gibt es einen Campingplatz sowie einen Motoryacht- und Wasserskiclub. Im Speichrower Wald sind ca. 10 km ausgebaute und ausgeschilderte Wanderwege vorhanden.

## Vereine und Feste
Die Spielgemeinschaft Speichrow bietet u. a. Tischtennis an. Der Jugendclub wurde 1974 gegründet. Er engagiert sich bei der Dorfverschönerung und Aufräum- und Reparaturarbeiten. Das Zampern wird in Speichrow noch gepflegt. Seit 1999 existiert eine Turngruppe im Dorf.

## Naturschutz
Dadurch, dass der Schwielochsee und einige seiner Uferbereiche zur Gemarkung Speichrow gehören, reichen zwei Naturschutzgebiete auf die Gemarkung, das Naturschutzgebiet Uferwiesen bei Niewisch und das Naturschutzgebiet Dammühlenfließniederung.

## Denkmale und Sehenswürdigkeiten
Die Denkmalliste des Landes Brandenburg für den Landkreis Dahme-Spreewald listet ein Baudenkmal und zahlreiche Bodendenkmale.

### Baudenkmal
Einziges Baudenkmal im Dorf ist der
- Nr. 09140279 Dorfbackofen, Hauptstraße 21

### Bodendenkmale
Die zahlreichen Bodendenkmale und archäologischen Funde zeigen, dass die Gemarkung seit der Bronzezeit besiedelt war. Auch Steinzeitjäger hielten sich in der Gemarkung auf.
- Nr. 90768 Niewisch, Flur 5/Speichrow, Flur 5: ein Rast- und Werkplatz des Paläolithikum, ein Gräberfeld der Bronzezeit, eine Siedlung der Bronzezeit, ein Rast- und Werkplatz Mesolithikum
- Nr. 90769 Niewisch, Fluren 1 und 4, Speichrow, Flur 5: eine Siedlung des Neolithikum, eine Siedlung der Bronzezeit, eine Siedlung der Eisenzeit, ein Rast- und Werkplatz des Mesolithikum, eine Siedlung des slawischen Mittelalter
- Nr. 90758 Pieskow/Flur 1, Speichrow/Flur 4: eine Siedlung der Bronzezeit, eine Siedlung der Eisenzeit
- Nr. 90759 Pieskow/Flur 1, Speichrow/Flur 4: eine Siedlung der Bronzezeit, eine Siedlung der Eisenzeit, ein Rast- und Werkplatz des Paläolithikum
- Nr. 12002 Flur 2: eine Siedlung der römischen Kaiserzeit[17]
- Nr. 12004 Flur 1: eine Siedlung der Urgeschichte
- Nr. 12005 Flur 3: ein Rast- und Werkplatz des Mesolithikum, eine Siedlung der Eisenzeit, eine Siedlung der Bronzezeit
- Nr. 12006 Flur 1: Dorfkern des deutschen Mittelalter, Dorfkern der Neuzeit
- Nr. 12008 Flur 2: ein Gräberfeld der Eisenzeit, ein Gräberfeld der Bronzezeit

## Persönlichkeiten
- Emil Oskar Schulz (1846–1927), preußischer Brauereigutsbesitzer und Stadtrat
- Ewald Schulz (1850–1906), preußischer Architekt, Bauunternehmer und Stadtrat
- Hans Georg Oskar Schulz (1882–1937), deutscher Beamter und Offizier